# Đài Loan Dân Chủ Quốc
Đài Loan Dân Chủ Quốc (tiếng Trung: 臺灣民主國; bính âm: Táiwān Mínzhǔ guó; Bạch thoại tự: Tâi-oân Bîn-chú-kok; nghĩa đen 'Nhà nước Dân chủ Đài Loan'), các tài liệu tiếng Anh gọi là Republic of Formosa (Cộng hòa Formosa) là một nhà nước cộng hòa tồn tại trong giai đoạn ngắn trên đảo Đài Loan từ năm 1895 đến năm 1896, giữa giai đoạn nhà Thanh cắt nhượng Đài Loan cho Đế quốc Nhật Bản theo Hiệp ước Shimonoseki và cuộc xâm lược, chiếm đóng của quân đội Nhật Bản. Nước cộng hòa được tuyên bố thành lập vào ngày 23 tháng năm 1895 và bị giải thể vào ngày 21 tháng 10 năm 1896, khi thủ đô Đài Trung bị người Nhật chiếm đóng. Mặc dù đôi khi Formosa tuyên bố là 'nhà nước cộng hòa đầu tiên được thành lập ở châu Á', nhưng Cộng hòa Lan Phương đã ra đời trước đó, được thành lập vào năm 1777 cũng như Cộng hòa Ezo thành lập vào năm 1868.